# José Sand
José Gustavo Sand (* 17. Juli 1980 in Bella Vista, Corrientes) ist ein ehemaliger argentinischer Fußballspieler. Sein letzter Verein war der CA Lanús in der argentinischen Primera División. Der Stürmer lief zwei Mal in der argentinischen Nationalmannschaft auf.

## Vereinskarriere
José Sand spielte in seiner Jugend beim argentinischen Rekordmeister River Plate. 1999 wechselte er zum CA Colón, kam dort jedoch nur sporadisch zum Einsatz, weshalb er bereits ein Jahr später zum damaligen Zweitligisten Independiente Rivadavia ging. Bei diesem Verein blieb er noch kürzer. Nach einem halben Jahr zog es Sand nach Brasilien zum EC Vitória. Ein Jahr später kehrte er zurück in sein Heimatland Argentinien zu Defensores de Belgrano. 2004 wechselte der mittlerweile 23-jährige Stürmer zu seinem Jugendverein River Plate zurück und konnte sich erstmals als Stammspieler beweisen. Nach eineinhalb Jahren ging er dann zum Ligakonkurrenten CA Banfield, wo er abermals nur ein Jahr spielte und dann zurück zum CA Colón wechselte, für den er bereits zu Beginn seiner Karriere gespielt hatte. Ab 2007 spielte er beim CA Lanús, mit dem er 2007 die Apertura der Primera División gewann. Mit seinen 15 Saisontoren in 16 Spielen war er dabei maßgeblich an diesem Erfolg beteiligt. Insgesamt schoss José Sand 50 Tore in 67 Spielen für Lanús, ehe er im Jahr 2009 in die Vereinigten Arabischen Emirate wechselte. Nach diversen Wechseln innerhalb Argentiniens schloss sich Sand im Januar 2018 dem kolumbianischen Verein Deportivo Cali an, ehe er zum Jahresbeginn 2019 nach Lanús zurückkehrte, wo er trotz seines, für einen Profifußballer, hohen Alters von 40 Jahren weiterhin regelmäßig eingesetzt wird und dem Team vom ca. ein Jahr jüngeren Trainer Luis Zubeldía mit seinen Treffern weiterhilft.

## Nationalmannschaft
Am 15. Oktober 2008 wurde er, auch als Ersatz für den suspendierten Carlos Tévez, erstmals in die argentinische Fußballnationalmannschaft berufen.

## Erfolge
- Argentinischer Meister: Apertura 2007
- UAE Arabian Gulf League: Torschützenkönig 2009/2010
- Copa Libertadores: Torschützenkönig 2017